# Cerianthula ommanneyi
Cerianthula ommanneyi är en korallart som beskrevs av Eugène Leloup 1964. Cerianthula ommanneyi ingår i släktet Cerianthula och familjen Botrucnidiferidae. Inga underarter finns listade i Catalogue of Life.